# Store forretninger
Store forretninger er en britisk dramaserie om Harry Gordon Selfridge og hans stormagasin Selfridges & Co, produceret af ITV Studios for ITV og PBS under den originale titel Mr Selfridge. Serien blev første gang sendt i Storbritannien den 6. januar 2013 og blev sendt på DR1 første gang den 18. maj 2013.

## Udvikling og produktion
Det blev annonceret den 24. maj 2011, at ITV var i forhandlinger med produktionsselskabet ITV Studios om en filmatisering af Lindy Woodheads biografi om Harry Selfridge, Shopping, Seduction & Mr Selfridge. Samtidig blev det annonceret, at Andrew Davies skulle skrive manuskriptet til tv-serien. Serien udspiller sig i begyndelsen af 1908, en tidsperiode hvor kvinder begynder at få en større frihed i London, og fortæller historien om Harry Gordon Selfridge og grundlæggelsen af stormagasinet Selfridges.
Det var oprindeligt planlagt, at serien skulle have premiere i 2012. Imidlertid hævdes det, at ITV blev tvunget til udskyde premieren, efter BBC annoncerede en lignende tv-serie, navngivet The Paradise.
Umiddebart nord for London etablerede ITV Studios et studie, hvor der blev bygget en kopi af stormagasinet, hvor de indendørs omgivelser blev optaget. De udvendige omgivelser er optaget i The Historic Dockyard Chatham i Kent sydøst for London. Den nedlagte undergrundstation Aldwych Station blev brugt, når Rose Selfridge skulle rejse med London Underground, og nogle enkelte scener i den første episode.
Den 8. februar annoncerede ITV, at de havde bestilt yderligere en sæson hos ITV Studios, der forventes at have premiere i 2014. Instruktøren Anthony Byrne, som stod bag flere afsnit i første sæson, er bekræftet at skulle instruere afsnit i den nye sæson. Den nye sæson vil foregå i perioden fra 1914 til starten af 2. verdenskrig.

## References
1. ↑  "Store forretninger" Arkiveret 30. december 2013 hos  Wayback Machine dr.dk/presse
2. ↑  "Shopping, Seduction & Mr Selfridge af Lindy Woodhead". Arkiveret fra originalen 8. april 2013. Hentet 26. maj 2013.
3. ↑  Fletcher, Alex (24. maj 2011). "Selfridges story to be made into TV series". Digital Spy. Hearst Magazines UK. Hentet 18. februar 2013.
4. ↑  Singh, Anita (24. september 2012). "From Selfridges to John Lewis, we've a treat in store". The Daily Telegraph. Telegraph Media Group. Hentet 11. februar 2013.
5. ↑  "Mr Selfridge commissioned for another series". itv.com. ITV Plc. 8. februar 2013. Hentet 11. februar 2013.
6. ↑  Fletcher, Alex (8. februar 2013). "'Mr Selfridge' gets second series from ITV". Digital Spy. Hearst Magazines UK. Hentet 18. februar 2013.